# Turze (rejon złoczowski)
Turze (ukr. Тур'я) – wieś na Ukrainie. Należy do rejonu złoczowskiego (do 2020 roku w rejonie buskim) w obwodzie lwowskim i liczy 509 mieszkańców.
W II Rzeczypospolitej do 1934 roku wieś stanowiła samodzielną gminę jednostkową w powiecie radziechowskim w woj. tarnopolskim. W związku z reformą scaleniową została 1 sierpnia 1934 roku włączona do nowo utworzonej wiejskiej gminy zbiorowej Toporów w tymże powiecie i województwie. Po wojnie wieś weszła w struktury administracyjne Związku Radzieckiego.